# Khỉ sóc tai trắng
Khỉ sóc tai trắng, danh pháp hai phần là Callithrix aurita, là một loài động vật có vú trong họ Cebidae, bộ Linh trưởng. Loài này được É. Geoffroy mô tả năm 1812.
Loài này sinh sống trong các khu rừng trên bờ biển Đại Tây Dương, phía đông nam Brazil. Trong số tất cả các loài khỉ sóc, loài này có phạm vi ở cực nam.

## Hình ảnh

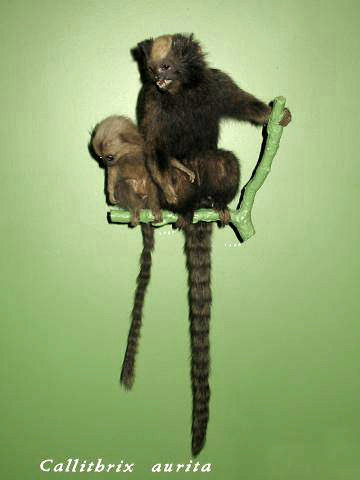
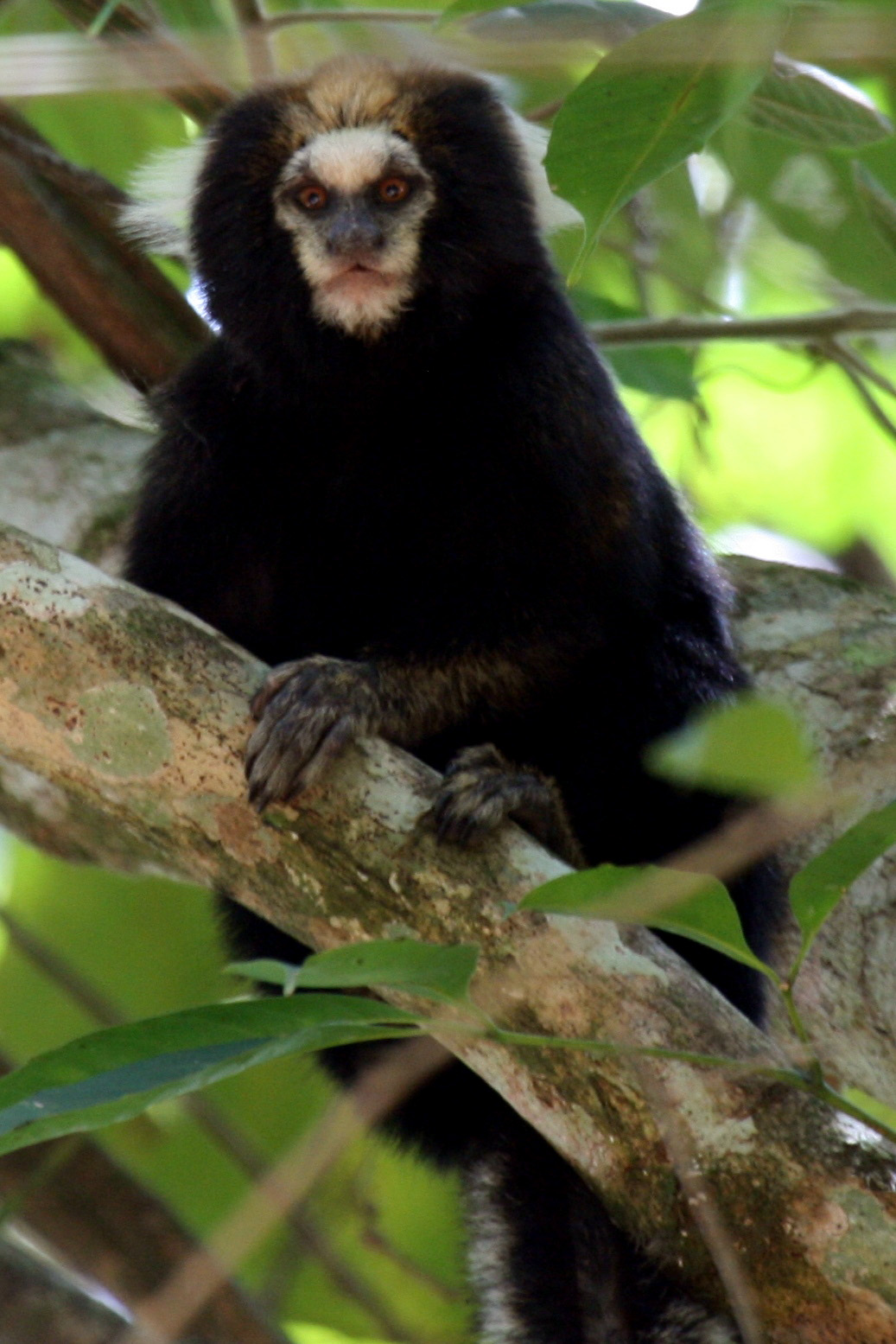
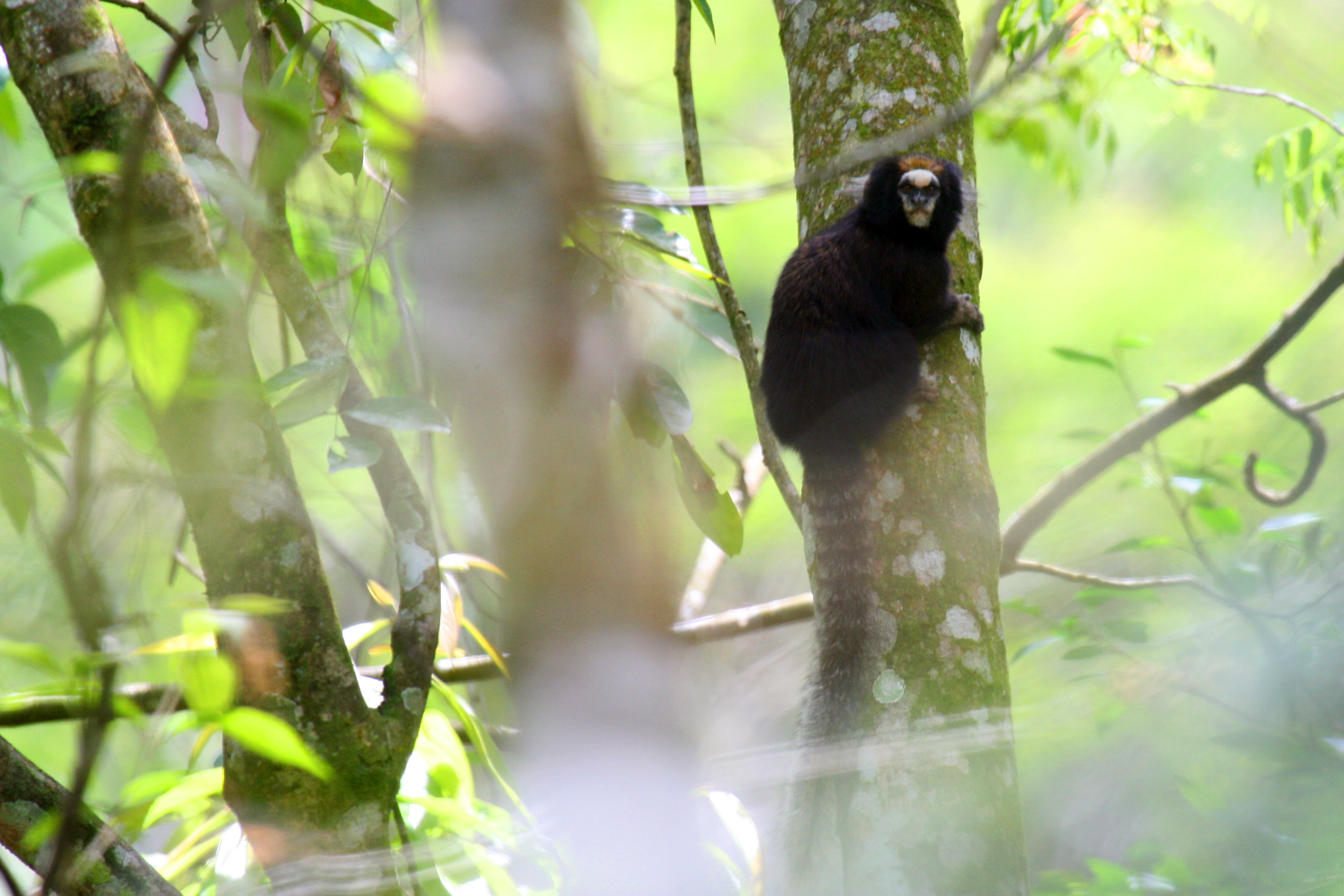
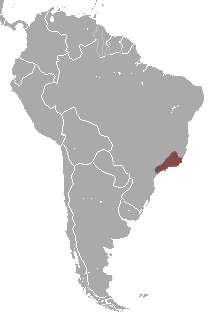